# Trachypogon chevalieri
Trachypogon chevalieri là một loài thực vật có hoa trong họ Hòa thảo. Loài này được (Stapf) Jacq.-Fél. miêu tả khoa học đầu tiên năm 1954.